# جاده ۸۹ (ایران)
جاده ۸۹، یا جاده کهنوج جاسک جاده‌ای اصلی در ایران محسوب می‌شود. این جاده کهنوج در کرمان را به جاسک در استان هرمزگان پیوند می‌دهد.